# Chimalhuacán

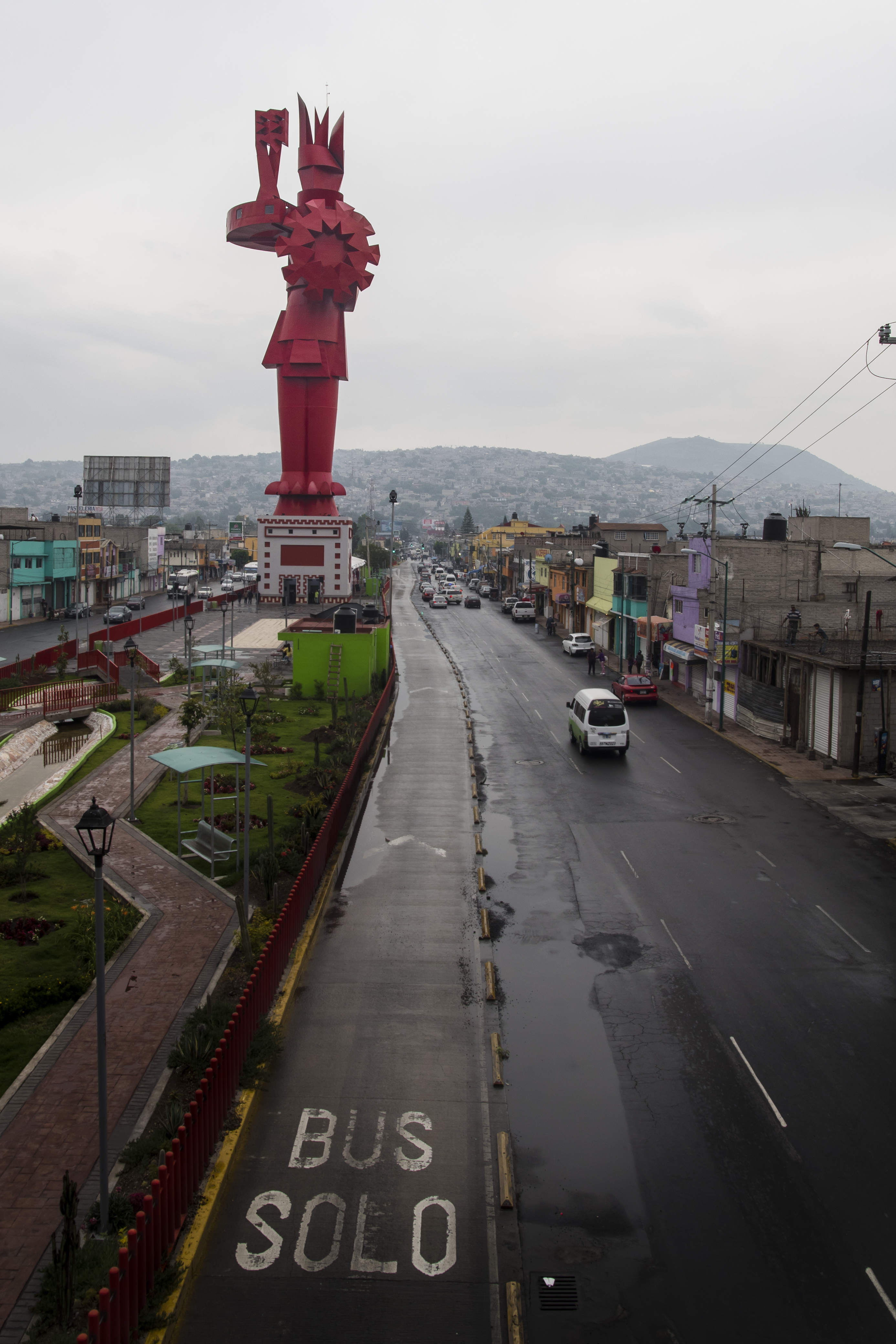
Statue des Chimalli-Kriegers an der Hauptstraße von Chimalhuacán

Chimalhuacán [tʃimalwaˈkan] (Nahuatl Ort der Schilde) ist eine Stadt im Bundesstaat México in Mexiko. Sie liegt außerhalb der Nordostgrenze des Bundesbezirks (Distrito Federal) und ist ein Teil der Zona Metropolitana del Valle de México. Die Stadt ist mit ihren mehr als 600.000 Einwohnern der Hauptort des Municipio Chimalhuacán.
Chimalhuacán wurde 1259 durch die drei Häuptlinge (tlatoani Plural: tlatoque) Huauxomatl, Chalchiutlatonac und Tlatzcantecuhtli gegründet. Diese Häuptlinge stammten ebenso wie ihr Volk aus dem Norden und sprachen Chichimeca und Nahuatl, doch mit der Zeit setzte sich Nahuatl als dominierende Sprache durch. Chimalhuacán wurde von Texcoco unterworfen und gehörte ab 1431 dem aztekischen Dreibund an.
Nachdem Hernán Cortés das Land erobert hatte, floh die Bevölkerung. Deshalb wurde die Stadt von den Spaniern 1563 erneut gegründet. Die Dominikaner bauten in dieser Zeit eine Kirche und ein Kloster.

## Persönlichkeiten
- Noel Chama (* 1997), Geher